# Юй Фэнкай
Юй Фэнкай (кит. 于丰恺; род. 13 марта 1995, Линьцзы, Шаньдун) — китайский боксёр, представитель первой тяжёлой весовой категории. Выступает за национальную сборную КНР по боксу с 2015 года, победитель и призёр многих турниров международного значения, участник летних Олимпийских игр в Рио-де-Жанейро.

## Биография
Юй Фэнкай родился 13 марта 1995 года в районе городского подчинения Линьцзы городского округа Цзыбо провинции Шаньдун, КНР.
Впервые заявил о себе в боксе в 2012 году, когда вошёл в состав китайской национальной сборной и выступил на чемпионате мира среди юниоров в Ереване.
В 2013 году одержал победу на юниорском чемпионате Китая, дошёл до четвертьфинала на юниорском чемпионате Азии в Субике.
В 2015 году победил на взрослом чемпионате Китая в зачёте первой тяжёлой весовой категории, выступил на чемпионате Азии в Бангкоке и на Кубке мира нефтяных стран в Ханты-Мансийске, где на стадии четвертьфиналов был остановлен представителем Белоруссии Сергеем Корнеевым.
На Олимпийской квалификации Азии и Океании в Цяньане сумел дойти до финала, выиграв у всех соперников кроме узбека Рустама Талаганова — таким образом удостоился права защищать честь страны на летних Олимпийских играх 2016 года в Рио-де-Жанейро. На Играх уже в стартовом поединке категории до 91 кг техническим нокаутом в третьем раунде потерпел поражение от боксёра из Казахстана Василия Левита и сразу же выбыл из борьбы за медали.
После Олимпиады в Рио Юй остался в составе боксёрской команды Китая и продолжил принимать участие в крупнейших международных турнирах. Так, в 2017 году он выступил на Мемориале Иштвана Бочкаи в Дебрецене, на Мемориале Странджи в Софии, на азиатском первенстве в Ташкенте и на мировом первенстве в Гамбурге, где в 1/16 финала первого тяжёлого веса проиграл колумбийцу Дейвису Хулио.